# Alfred Yego
Alfred Kirwa Yego, född den 28 november 1986, är en kenyansk friidrottare som tävlar i medeldistanslöpning.  
Yegos specialdistans är 800 meter och han slog igenom vid junior-VM 2004 då han blev silvermedaljör. Han deltog vidare vid VM 2005 men lyckades inte ta sig vidare till finalen. Bättre gick det vid VM 2007 i Osaka där han vann guld på tiden 1.47,09. 
Han deltog även vid Olympiska sommarspelen 2008 där han slutade som bronsmedaljör på 800 meter på tiden 1.44,82. Vid IAAF World Athletics Final 2008 i Stuttgart vann han guld på 800 meter och slutade därmed året som en vinnare. 
Vid VM 2009 misslyckades Yego att försvara sitt guld då han slutade tvåa bakom sydafrikanen Mbulaeni Mulaudzi.

## Personliga rekord
- 800 meter - 1.42,67
- 1 500 meter - 3.33,69